# Guy de Lucy
Guy de Lucy (geboren im 12. Jahrhundert; gestorben im 13. Jahrhundert) war ein französischer Kreuzritter des Albigenserkreuzzugs. 
Er stammte aus dem Orléanais und gehörte schon seit 1209 zum engeren Vertrautenkreis des Kreuzzugsführers Simon de Montfort. Bei der Belagerung von Minerve im Juni/Juli 1210 führte er eine Truppe Gascogner an. Im Juni 1211 hatte Guy den Ort Puylaurens als Lehen erhalten, der zuvor kampflos eingenommen wurde. Unmittelbar darauf wurde er mit dem Kommando über 50 Kreuzritter betraut, die zur Erfüllung der Heerfolgepflicht Montforts gegenüber dessen formellen Lehnsherrn, König Peter II. von Aragón, auf die iberische Halbinsel zum Kampf gegen die muslimischen Almohaden entsandt wurden. Als Montfort aber wenige Monate später in Castelnaudary von Raimund VI. von Toulouse belagert wurde, hatte er Guy de Lucy mit seinen Rittern eilends zurückbefohlen. Da dies zum Zeitpunkt einer Offensive der Almohaden und der Belagerung der Burg Salvatierra (Provinz Ciudad Real) geschah, die dem Orden von Calatrava gehörte, wurde der Abzug der Kreuzritter vom aragónesischen König als Verrat aufgefasst. Angeblich hatte er ihnen einen Hinterhalt legen wollen, dem sie aber entkommen konnten. Jedenfalls hatte ihr Abzug das auf Misstrauen beruhende Verhältnis zwischen Peter II. von Aragón und Simon de Montfort weiter belastet, dass 1213 in der Schlacht bei Muret tödlich endete. Zurück im Languedoc hatte Guy de Lucy bei Saint-Martin-la-Lande gegen den Grafen Raimund Roger von Foix gekämpft. Im Frühjahr 1212 hatte er erneut Puylaurens verliehen bekommen, dass zwischenzeitlich vom Grafen von Toulouse eingenommen worden war. Danach wird von Guy de Lucy nicht mehr berichtet.
Wahrscheinlich hatte Guy de Lucy die Madonnenfahne von Rocamadour auf seinem Zug nach Spanien mit sich geführt, deren wundertätige Kraft dort 1212 die christlichen Heere zum Sieg über die Almohaden in der Schlacht bei Las Navas de Tolosa verholfen haben soll. Simon de Montfort hatte das Grab des heiligen Eremiten Zachäus von Rocamadour im Juni 1211 besucht.